# Inverno russo

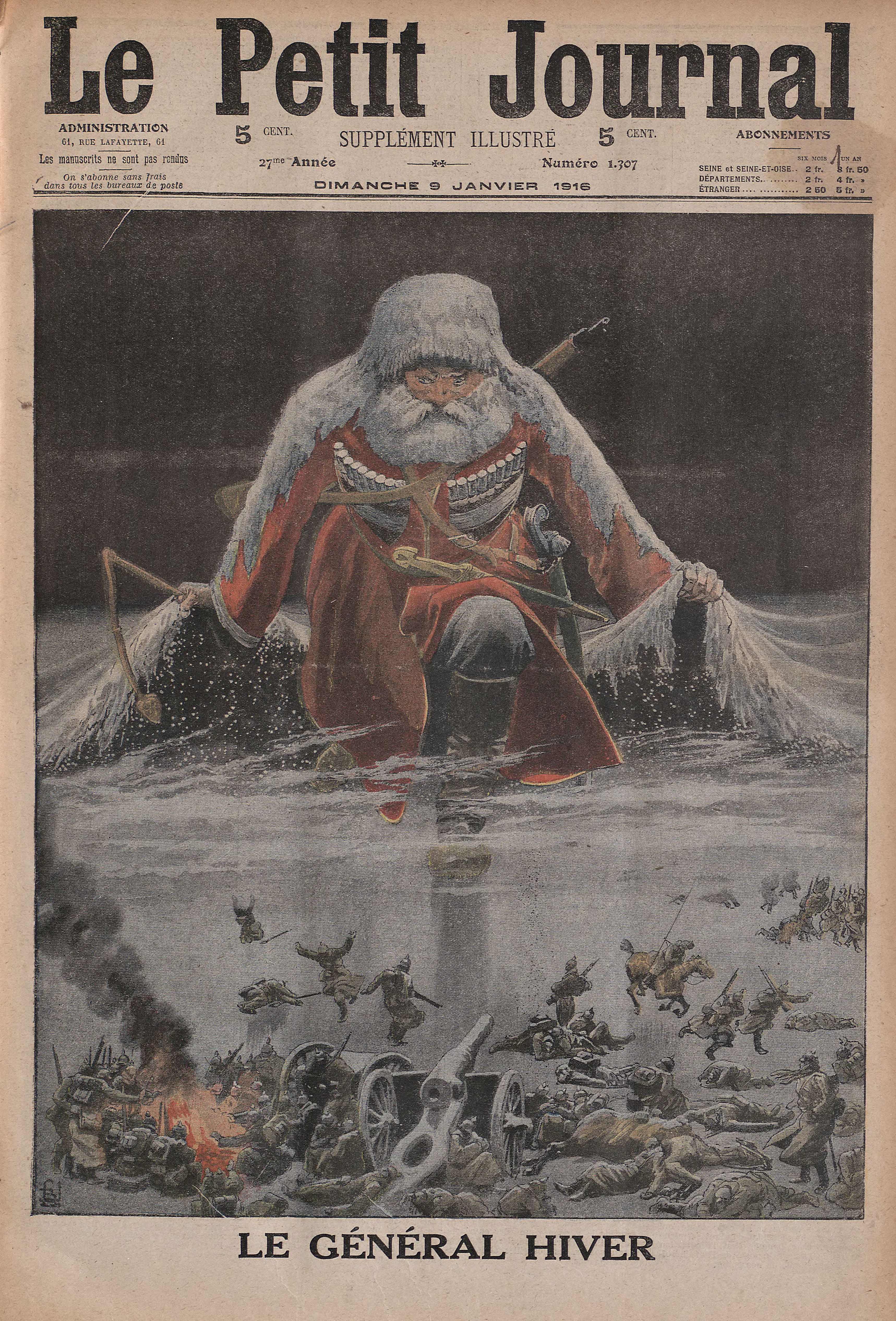
"General Inverno", de uma ilustração de primeira página de 1916 do jornal francês Le Petit Journal

Inverno russo (ou Inverno soviético), também personificado como General Inverno, é o modo como esta estação é definida na Rússia. Sua duração é de 5 meses, de novembro até o final de março e é conhecida por suas baixas temperaturas e dificuldades de transporte. Historicamente, o inverno russo teve muita relevância em eventos militares ao longo da história da Rússia e do mundo.

## Temperaturas
As médias máxima e mínima variam de acordo com a região do país. Em Yakutia, o inverno é muito severo, atingindo médias de -55 a -69° C. No lado europeu da Rússia (a oeste dos Montes Urais), o inverno se torna mais parecido com o da Europa, onde as temperaturas raramente caem abaixo de -15° C; no entanto, muitas vezes pode se tornar muito mais frio. Por exemplo, na temporada de 2005/2006, a temperatura em Moscou foi de -25 a -30 ° C nos dias 18 e 19 de janeiro.
Na Rússia, este período é conhecido como "Geadas da Epifania" e é famoso por seu frio há séculos. Um dos fatores envolvidos neste famoso frio é o clima russo, que é continental. Outro fator é a geografia russa, uma vez que o país está muito ao norte quanto o Canadá, mas possui poucos corpos de água em seu interior que poderiam reter energia solar
Por exemplo, na região de Altai durante o mês de agosto (no meio do verão), a temperatura diurna pode exceder 20° C, mas cair em torno de 0° C à noite.

## Importância militar

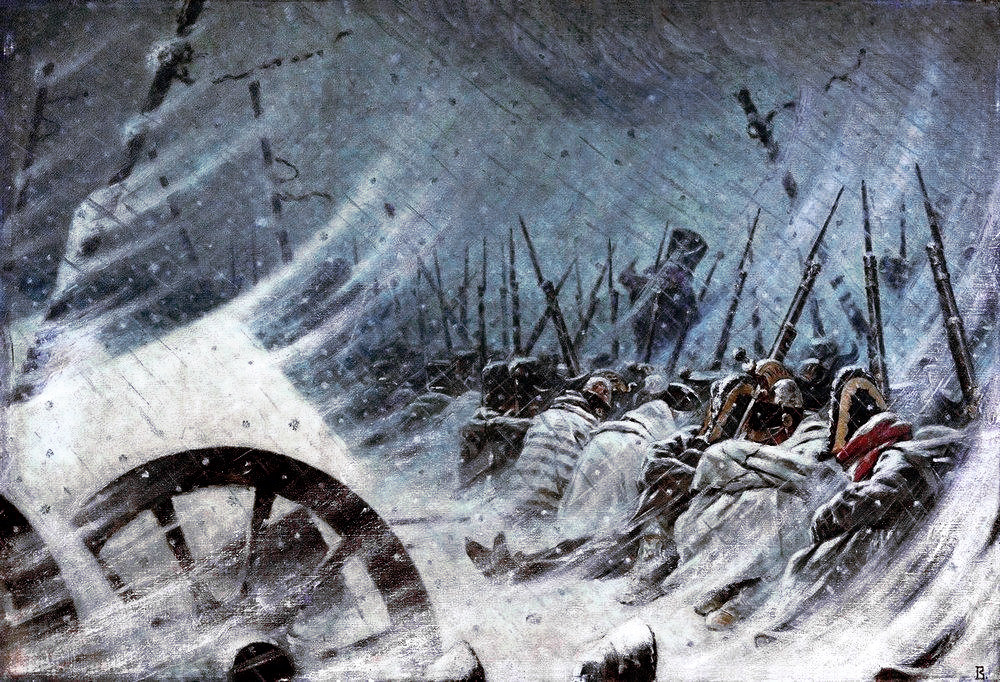
O exército de Napoleão sendo fustigado pelo rigoroso inverno russo (1812).

A severidade do inverno russo é frequentemente associada às vitórias militares daquele país. Na Grande Guerra do Norte, a Suécia, comandada pelo rei Carlos XII, invadiu a Rússia do czar Pedro, o Grande. Os russos se retiraram, queimando todas as plantações e eliminando qualquer vestígio de seus suprimentos, em uma tática conhecida como "terra queimada". Este inverno, em particular, acabou sendo o mais cruel do século XVIII, tanto que o porto de água salgada em Veneza congelou. Os 35.000 soldados suecos foram dizimados e apenas 19.000 sobreviveram no inverno. A Batalha de Poltava em 1709 marcou o fim do Império Sueco.
O Exército Francês (Grande Armée) de Napoleão Bonaparte, com seus 610.000 homens, invadiu a Rússia, indo em direção a Moscou em 1812. O exército russo retirou-se antes de ser alcançado pelo exército francês, e também usou a tática da "terra queimada", queimando suas plantações e aldeias, o que os deixou fora do alcance inimigo. O exército de Napoleão terminou com 100.000 homens, mas isso não foi tudo: mais homens morreram na retirada.
A Batalha de Borodino de 7 de setembro de 1812, a única batalha importante que lutou nessa façanha, viu Napoleão obter uma vitória pírrica ao perder mais de 30.000 homens e estar a quase 1.000 km dentro do território inimigo. O resultado foi a ocupação de Moscou (sem oposição) e autoderrota quando ele se retirou da cidade humilhantemente em 19 de outubro, algumas semanas antes da primeira queda de neve.
Sob a liderança de Hitler, a Alemanha nazista atacou em 1941, mas as forças soviéticas continham tal ataque à estepe russa, para ganhar tempo e apertar o exército alemão. As indústrias foram desmanteladas e levadas para os Montes Urais para serem remontadas. As forças soviéticas pararam a Alemanha nos arredores de Moscou e as derrotaram na Batalha de Stalingrado em janeiro de 1943.
O argumento do inverno russo pode ser em parte devido a uma origem mitológica. Invasores malsucedidos gostavam de exagerar as crueldades do inverno russo para justificar suas derrotas. De acordo com os registros meteorológicos, o inverno de 1812-13 era mais quente que o normal. Durante a Segunda Guerra Mundial, o único inverno verdadeiramente frio foi o de 1941-42, e a Wehrmacht, as forças armadas alemãs, não dispunham de suprimentos adequados, como uniformes de inverno, devido à lentidão dos movimentos militares da Alemanha. O führer estava tão convencido de uma vitória através da tática blitzkrieg que nem sequer se preparou para a possibilidade de uma guerra ártica na Rússia. No entanto, suas divisões do leste perderam cerca de 734.000 homens (23% de suas tropas totais) durante os primeiros 5 meses da invasão, e em 27 de novembro de 1941, o general Eduard Wagner informou que o exército alemão estava prestes a terminar os recursos, humanos e materiais e estava à beira de serem confrontados com os perigos do inverno profundo".
É fato de que o inverno russo não foi o único fator que impediu os invasores da Rússia. Isso pode ser creditado à perícia militar russa, à força de seu exército (o maior do mundo durante a Segunda Guerra Mundial) e ao forte nacionalismo como resultado de inúmeras tentativas de invadir a Rússia durante a história. Um exemplo clássico desse argumento é que os mongóis, que invadiram o país no século XIII, vieram de estepes com invernos ainda piores, e os lagos, pântanos e rios congelados foram usados por eles como meio de comunicação (quando no verão são áreas intransitáveis), convertendo as forças naturais do inimigo em suas próprias. Mas deve-se levar em conta que esses invasores já estavam acostumados e equipados para lutar contra o frio.